# Acquacanina
Acquacanina är en ort och frazione i kommunen Fiastra i provinsen Macerata i regionen Marche i Italien.
Kommunen uppgick den 1 januari 2017 i Fiastra. Den tidigare kommunen hade 122 invånare (2016).